# Era seleucide
L'Era seleucide o 'Anno Graecorum' (= anno dei greci), talvolta indicata con "AG", è un sistema di numerazione degli anni utilizzato nell'Impero seleucide e in altre nazioni dell'antica civiltà ellenistica. Le date di questa era sono calcolate a partire dal ritorno di Seleuco I Nicatore a Babilonia dopo il suo esilio nell'Egitto tolemaico (agosto del 311 a.C.). Questo ritorno segnò la data di fondazione dell'impero seleucide ed è citato come inizio di una nuova era anche in una delle Cronache babilonesi, la Cronaca dei Diadochi.

## I due stili del calendario seleucide
La numerazione degli anni presenta piccole differenze in base alla data scelta come capodanno.
1. La popolazione dell'impero utilizzava il calendario babilonese, in cui il capodanno cadeva il 1 Nisanu (3 aprile nel 311 a.C.), perciò il loro anno 1 dell'era seleucide corrisponde circa al periodo aprile 311 a.C. - marzo 310 a.C. Anche gi ebrei utilizzarono questo stile dell'era seleucide sotto il nome di "Era dei Contratti" (Minyan Shtarot). Questo uso compare anche nel Primo libro dei Maccabei, in 6:20, 7:1, 9:3, 10:1, etc.[2]
2. Anche la corte macedone utilizzava il calendario babilonese, ma poneva il capodanno in una data diversa. Gli studiosi collocano spesso l'inizio dell'era seleucide, cioè l'inizio dell'anno 1, al 7 ottobre 312 a. C., ma non ci sono conferme attendibili. In realtà lo stile siro-macedone, utilizzato per esempio nel Secondo libro dei Maccabei, utilizzava come capodanno la data di ascesa al trono del re; una data, quindi, che variava nel tempo.[3] Con il settimo secolo AD (il decimo AG) i cristiani della Siria occidentale adottarono il periodo 1º ottobre-30 settembre.[4]

Queste differenze di stile comportano che le date differiscono di un anno in certi mesi dell'anno. Bickerman dà questo esempio: la riconsacrazione del Secondo Tempio di Gerusalemme da parte di Giuda Maccabeo approssimativamente il 15 dicembre 164 a.C., cadde nell'anno 148 dell'era seleucide secondo lo stile babilonese/ebraico e nel 149 per la corte macedone.

## Uso dell'era seleucide
L'era seleucide restò in uso per molti secoli dopo il crollo dell'impero seleucide. Per esempio compare nella iscrizione di Zebed in Siria, datata 24 di Gorpiaios, 823 (24 settembre 512 AD), e negli scritti di Giovanni di Efeso. I cronisti siriani continuarono ad utilizzarla sino a Michele il Siro nel secolo XII AD (XV AG). Nelle tombe Nestoriane in Asia centrale compare ancora nel XIV secolo AD. Gli Ebrei Yemeniti, poi, hanno continuato a utilizzare il calendario babilonese/ebraico fino all'epoca moderna e lo utilizzano anche oggi per alcuni scopi rituali.